# Gaia (satellite)
Il Gaia (in passato acronimo di Global Astrometric Interferometer for Astrophysics) è un satellite artificiale che svolge una missione astrometrica sviluppata dall'Agenzia Spaziale Europea, continuazione della missione Hipparcos, facente parte del programma scientifico Orizzonte 2000. Il lancio è avvenuto il 19 dicembre del 2013 (9:12:18 UTC) e il satellite ora occupa un'orbita di Lissajous attorno al secondo punto lagrangiano del sistema Sole-Terra. Il punto è conosciuto anche come L2, e offre ottime caratteristiche per l'osservazione in quanto Sole, Terra e Luna si posizionano fuori dal campo di osservazione del satellite insieme a un relativamente basso livello di radiazioni e una buona stabilità termica.
La missione di Gaia, in origine di cinque anni è stata prima estesa fino dicembre 2022 e successivamente sino al 2025, completando le ultime osservazioni a gennaio ed effettuando alcuni test tecnologici nei mesi successivi.

## La missione

Principio della parallasse stellare: a causa del moto di rivoluzione terrestre attorno al sole, una stella vicina si sposta rispetto allo sfondo lontano con un ritmo semestrale (accentuato in questa infografica)

Gaia compilerà un catalogo di circa un miliardo di stelle fino alla magnitudine 20. L'obiettivo principale della missione è l'effettuazione di misure astrometriche di altissima precisione. Il satellite determinerà la posizione esatta di ogni stella in tempi diversi durante la durata operativa prevista (era di cinque anni con una possibile estensione di un ulteriore anno, al 2023 era già stata estesa diverse volte). Misurerà quindi direttamente il moto proprio con una precisione variabile tra 20 e 200 micro arco secondi, rispettivamente per stelle di magnitudine 15 e 20. Sfruttando l'effetto della parallasse calcolerà anche la distanza di ognuna delle stelle, con una precisione maggiore per quelle più vicine e luminose. La sonda effettuerà anche misure fotometriche a diverse lunghezze d'onda e in diversi periodi temporali degli oggetti e sarà in grado di determinarne la velocità radiale.

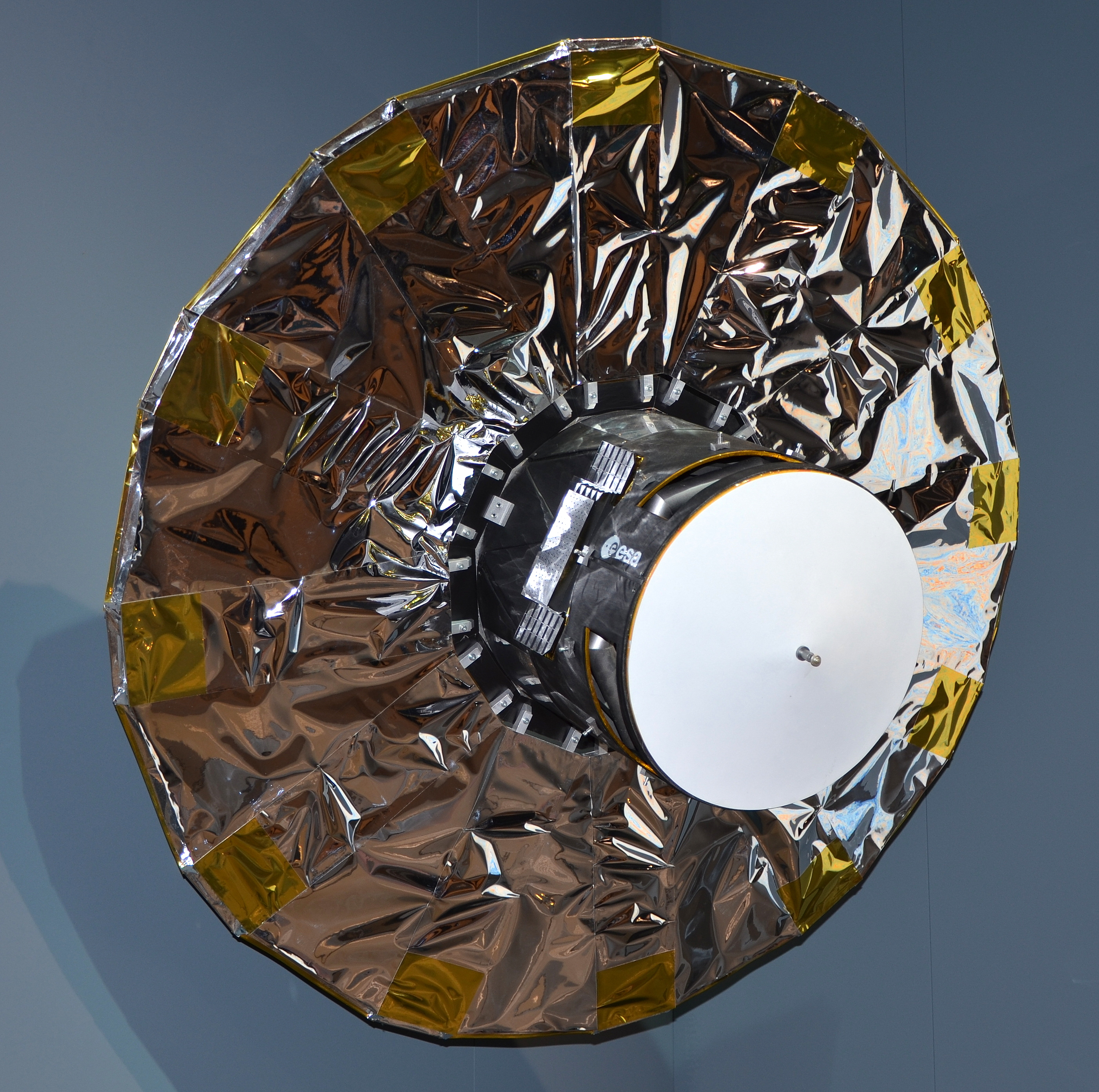
Modello di Gaia al Paris Air Show 2013

In definitiva Gaia creerà una mappa tridimensionale molto precisa della porzione di Galassia vicina a noi, e una mappa meno accurata ma comunque dettagliata del resto, sfruttando le stelle più luminose e visibili a grandi distanze. La mappa comprenderà sia la posizione che i movimenti delle stelle, in modo da poter studiare l'evoluzione della Galassia. Le misure fotometriche forniranno dettagliate informazioni fisiche sulla composizione e sulle caratteristiche delle stelle osservate. Permetteranno di definire la luminosità, la gravità, la temperatura e la composizione chimica di ogni stella misurata. Quest'analisi delle stelle fornirà dati fondamentali per risolvere problemi sull'origine, la struttura e la storia evolutiva della Galassia. Un gran numero di quasar, pianeti extrasolari e oggetti del sistema solare saranno misurati nel contempo.
L'altissima risoluzione ottica degli strumenti di GAIA permetterà anche l'identificazione di eventuali pianeti extrasolari: si stima che al termine della missione, previsto per il 2025, saranno stati individuati circa 8000 pianeti extrasolari e circa 1000 sistemi solari; il pianeta più piccolo individuabile da GAIA ha massa pari a quella di Giove, cioè 300 volte quella della Terra, e periodo orbitale fino a 10 anni. Alla massima distanza osservabile (200 pc) GAIA potrà individuare pianeti di 2-3 MJ distanti tra 2 e 4 au dalla loro stella, mentre a distanze intorno a 25 pc sarà possibile individuare pianeti di massa simile a quella di Saturno (95 M⊕) a distanza compresa tra 1 e 4 au.
I dati acquisiti da GAIA sono gestiti, per quanto riguarda l'Italia, daI centro di elaborazione dell'Osservatorio Astrofisico di Torino in collaborazione con ALTEC.

### Lancio, durata e proroga
Il lancio ufficiale era fissato il 20 novembre 2013 alle 8:57:30 UTC (le 9:57:30 CET), ma è stato effettuato il 19 dicembre.
La missione è stata originariamente programmata e finanziata per cinque anni. A dicembre 2017 l'ESA ha prolungato la durata della missione per ulteriori 18 mesi, sino a dicembre 2020, poi nel 2018 è stata estesa al 2022 ed infine è stata ulteriormente prorogata al 2025 (anno in cui finiranno i suoi gas freddi interni, necessari al puntamento di precisione).

## Ricerca e risultati scientifici
Il rilascio del primo blocco di dati (DR1, Data Release 1 relativi alle osservazioni compiute fra luglio 2014 e settembre 2015), è avvenuto il 14 settembre 2016. La seconda pubblicazione dei dati, DR2, Data Release 2, che copre il periodo osservativo tra luglio 2014 e maggio 2016, è stata resa disponibile il 25 aprile 2018 e comprende:
- Posizione e luminosità: c.a 1,7 miliardi di stelle
- Temperatura superficiale: c.a 161 milioni di stelle
- Parallasse e moto proprio c.a 1,3 miliardi di stelle
- Raggio: c.a 77 milioni di stelle
- Velocità radiale: c.a 7 milioni di stelle
- Asteroidi del sistema solare analizzati: 14000[14]

Per alcune delle stelle più brillanti della seconda campagna osservativa, il livello di precisione equivale a quella di osservatori a terra in grado di individuare una moneta da un euro situata sulla superficie della Luna. L'analisi di quattro milioni di stelle entro i 5000 a.l. ha consentito di ridefinire dettagliatamente il diagramma Hertzsprung-Russell.
Un terzo blocco di dati, EDR3, Early Data Release 3, anticipazione della intera Release 3 che è avvenuta nel 2022, è stato reso disponibile il 3 dicembre 2020 con i dati spettrali e le lunghezze d'onda di emissione delle stelle osservate, pur non contemplando osservazioni di velocità radiali che sono state acquisite dalle precedenti release per agevolare la combinazione di dati spettroscopici e astrometrici. Questa ultima pubblicazione dell'indagine osservativa di Gaia comprende:
- astrometrica completa (posizioni nel cielo (α, δ), parallassi e moti propri) di circa 1,5 miliardi di sorgenti con magnitudine limite di circa G ≈ 21
- corrispondenza incrociata con i dati delle missioni/cataloghi Hipparcos-2, Tycho-2[21] + TDSC unito, 2MASS PSC (unito a 2MASX), SDSS DR13, Pan-STARRS1 DR1, SkyMapper DR1[22], GSC 2.3, APASS[23] DR9, RAVE DR5[24], allWISE[25] e URAT-1[26]
- astrometria a due parametri - posizioni nel cielo (α, δ) - per circa 344 milioni di sorgenti aggiuntive
- Nel 2024 viene prodotto il catalogo Qaia con 1,3 milioni di Quasar rilevate[27]

### Scoperte rilevanti
- Il primo oggetto scoperto da Gaia è stato Gaia14aaa una supernova di una galassia lontana. Gli oggetti scoperti vengono nominati con un identificativo composto dal nome del satellite, Gaia, le ultime due cifre dell'anno dell'identificazione, ad esempio 14 per il 2014, e un codice alfabetico progressivo iniziando da aaa, aab, aac e così via; ad esempio, il ventisettesimo oggetto scoperto da Gaia nel 2014 si chiama Gaia14aba.
- Osservando stelle di tipo RR Lyrae tra i dati di Gaia, Un gruppo di astronomi, unitamente a colleghi dell'università di Cambridge,[28] ha individuato una galassia, Ant 2, a circa 425.000 anni luce dalla Terra, avente una densità estremamente bassa e dalle dimensioni simili alla Grande Nube di Magellano.
- A novembre 2022 Gaia avrebbe trovato il buco nero più vicino alla Terra; denominato Gaia BH-1 sarebbe situato a circa 1600 anni luce di distanza in direzione della costellazione dell'Ofiuco.[29] I buchi neri scoperti, in realtà, sono due. Sono stati nominati Gaia BH1 e Gaia BH2 e si trovano a soli 1560 e 3800 anni luce da noi, rispettivamente nella direzione della costellazione dell’Ofiuco e di quella del Centauro. Sono entrambi circa dieci volte più massicci del nostro Sole, e sono i più vicini alla Terra finora scoperti.[30]

## Curiosità
- La sonda è stata il soggetto di una singolare vicenda: l'essere scambiata per un asteroide. Il programma di ricerca astronomica Pan-STARRS ha osservato il 23, 24 e 25 aprile 2015 un oggetto celeste legato gravitazionalmente al sistema Terra-Luna e sul momento, poiché si ritenne che non fosse un oggetto artificiale, gli fu assegnata una sigla asteroidale[31], dopo poco più di dodici ore le verifiche effettuate sull'orbita seguita dell'oggetto dimostrarono che si trattava della sonda Gaia[32].
- Il satellite opera anche mediante un programma di supporto eseguito dal VST sul Paranal, dando esempio di attività multi-strumentale tra telescopi di terra e spaziali.[33]